# Непачка
Непачка (lat. Salvinia natans) је водена папрат која припада роду Salvinia који броји око 11 врста од којих само Salvinia natans расте на подручју Европе и у Србији.

## Опис
Salvinia natans је акватична папрат која може бити вишегодишња или једногодишња. Стабло јој је чланковито, танко и флотантно (плутајуће). Са чвора (нодуса) сваког стабла полазе по три листа која су високоспецијализована за водени начин живота. Од та три листа два су флотантна док је један субмерзан (потопљен испод воде). Трећи, субмерзан лист, је високо специјализован и морфолошки подсећа на корен јер је мрке боје и издељен на кончасте израштаје са длакама. Флотантни листови (два са сваког нодуса) су зелени, фотосинтетски, и са горње стране покривени брадавичастим израштајима и длачицама који су специфично грађени тако да омогућују овим листовима да буду хидрофобни. Горња површина листа се тешко кваси, доња површина је обрасла мрким длакама а на анатомском пресеку се у међуепидермалном мезофилу уочава велики број ваздушних шупљина које омогућују овој папрати да плута.
Сваки субмерзни лист садржи лобус на коме се налазе спорокарпи, структуре које носе мушке и женске споре. Спорокарпи су аналогни сорусима код копнених папрати. Сваки спорокарп је обавијен двојним омотачем кои представља модификовани индузијум. Дршка спорокарпа задире у њега и бразује плацентарни ткиво са ког полазе спорангије на дугим дршкама. Како је Salvinia natans хетероспорна папрат разликујемо мушке и женске односно микро и макро споре. Микро и макроспоре настају у микро и макроспорангијама. Сваки тип спорангија се налази у засебном типу спокарпа.

## Распрострањење
Ово је евроазијска врста, која је распрострањена у централној и источној Европи и Азији, од Кавказа до Кине, северних делова Индије, југоисточне Азије и Јапана.
Забележена је у следећим државама: Алжир; Јерменија; Азербејџан; Бангладеш; Белорусија; Босна и Херцеговина; Бугарска; Кина (Пекинг, Фујиан, Гансу, Гуангдонг, Гуангки, Гуизхоу, Хаинан, Хебеи, Хеилонгјианг, Хенан, Хубеи, Хунан, Јиангсу, Јиангки, Јилин, Лиаонинг, Неи Монгол, Нингкиа, Кингхаи, Схаанки, Схандонг, Шангај; Хрватска; Чешка; Грузија; Немачка; Грчка; Хонг Конг; Мађарска; Индија; Иран, Исламска Република; Ирак; Израел; Италија; Јапан; Казахстан; Литванија; Макао; Македонија, Бивша Југословенска Република; Молдавија; Монголија; Пакистан; Пољска; Румунија; Руска Федерација; Србија; Словачка; Словенија; Шпанија (Шпанија (копно)); Сиријска Арапска Република; Тајван; Тајланд; Турска; Украјина; Вијетнам.

## Циклус развића
У микроспорангији се после мејотичке деобе образују 64 споре које су груписане у у групе од четири споре. Те групе се називају тетраде. Клијала мушка спора образује максимално редукован мехураст мушки проталијум који садржи свега две антеридије. Свака антеридија носи по по четири полицијатна сперматозоида. Цео проецс развијања приталијума се одвија унутар чврстог зида спорокарпа. Ослобађање полицилијатних сперматозоида се догађа на тај начин што проталијум преко цеволиког израштаја пушта сперматозоиде из спорокарпа. Мушки спорокарп се не отвара никада. У знатно крупнијој макроспорангији настаје чак тридесет и две споре од којих само једна постане функционална и спремна за оплодњу и наставак циклуса. Макроспора не напупта спорокарп него се заједно са њим одваја од биљке и наставља да плута. Из споре се развија проталијум који након пуцања спорокарпа остаје да „вири“ из њега. Споре се образују од августа до новембра, а биљка се може размножавати и вегетативно.